# Margitta Gummel
Margitta Gummel, née Helmbold le 29 juin 1941 à Magdebourg et morte le 26 janvier 2021, est une athlète est-allemande, spécialiste du lancer du poids. Parmi les meilleures lanceuses de poids des années 1960 et 1970, son plus grand succès a été sa médaille d'or aux Jeux olympiques de Mexico.
Lors de ce concours, elle battit par deux fois le record du monde (19,07 et 19,61 m) devenant la première femme à franchir la barrière des 19 m.
Sa grande rivale était la Soviétique Nadezhda Chizhova derrière laquelle elle fut, en 1966 et 1969, vice-championne d'Europe. Le 11 septembre 1969, Margitta Gummel établit un nouveau record du monde avec 20,10 m que Nadezhda Chizhova améliora cinq jours plus tard.
Elle est élue personnalité sportive allemande de l'année (RDA) en 1968.
Elle est également surnommée la « First Lady du dopage est-allemand » pour avoir été la première athlète à prendre de l'Oral-Turinabol (stéroïde anabolisant).

## Palmarès

### Jeux olympiques
- Jeux olympiques de 1968 à Mexico ( Mexique)
  -  Médaille d'or au lancer du poids
- Jeux olympiques de 1972 à Munich ( Allemagne de l'Ouest)
  -  Médaille d'argent au lancer du poids

### Championnats d'Europe d'athlétisme
- Championnats d'Europe d'athlétisme de 1966 à Budapest ( Hongrie)
  -  Médaille d'argent au lancer du poids
- Championnats d'Europe d'athlétisme de 1969 à Athènes ( Royaume de Grèce)
  -  Médaille d'argent au lancer du poids
- Championnats d'Europe d'athlétisme de 1971 à Helsinki ( Finlande)
  -  Médaille de bronze au lancer du poids

### Jeux européens d'athlétisme en salle
- Jeux européens d'athlétisme en salle de 1966 à Dortmund ( Allemagne de l'Ouest)
  -  Médaille d'or au lancer du poids
- Jeux européens d'athlétisme en salle de 1968 à Madrid ( Espagne)
  -  Médaille d'argent au lancer du poids

### Championnats d'Europe d'athlétisme en salle
- Championnats d'Europe d'athlétisme en salle de 1971 à Sofia ( Bulgarie)
  -  Médaille d'argent au lancer du poids